# Хабиб Коите
Хабиб Коите (на френски: Habib Koité) е малийски китарист и певец, роден в Сенегал. Често свири със своята група от западноафрикански таланти „Бамада“.

## Биография
Хабиб Коите е роден през 1958 година в град Тиес (дн. Сенегал, тогава Френска Западна Африка). Шест месеца след рождението му семейството се премества да живее в Кайес, Мали, а после в Бамако. Произхожда от семейство на т.нар. гриоти (африкански странстващи певци, подобни на бардовете в Средновековна Европа). Имал е общо 17 братя и сестри. Научава се сам да свири на китара и след време акомпанира на майка си в пеенето и изпълнението на традиционни песни. През 1978 постъпва в Националния институт по изкуствата в Бамако. Там учи четири години – до 1982. След завършването му ръководството на института е толкова възхитено от таланта му, че го назначава като учител по китара. По време на следването си се запознава с видни малийски музиканти, като Келетиги и Тумани Диабате. Първият днес официално е част от групата на Коите.
През 1995 се запознава със сегашния си мениждър, белгиеца Мишел де Бок, благодарение на който е записан и първия албум на Коите и Бамада – „Мусо ко“. Албумът е огромен успех и достига второ място в европейските музикални класации. През 2000 година прави европейско турне, като минава и през България. След големия успех от следващите албуми музикантът се оттегля за кратко от сцената през 2003, за да има повече време за новия си албум. „Африки“ излиза на пазара през 2007 година и подобно на предишните албуми е изключително успешен. Песните „И Ка Бара“ и „Дин Дин Уо“ са включени в пакета от примерна музика за Уиндоус Виста.

### Стил
Характерно за Хабиб Коите е пентатоничното настройване на китарата. Музиката му е лека и позитивна, понякога с осезаемо европейско влияние. Коите съумява да обедини звученето на музиката от разнообразните култури в Мали – нещо, което рядко други африкански музиканти успяват да направят. Групата му „Бамада“ се състои от изпълнители на хармоника, ударни инструменти, кора и цигулка.

## Дискография
- Muso Ko, 1995
- Ma Ya, 1998 - 1999
- Baro, 2001
- Live! (албум)|Live!, 2004
- Afriki, 2007